# Pockettrompet

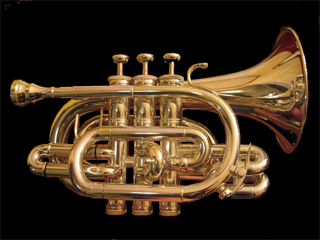
Pockettrompet in bes, met een beker van ca. 13 cm en een medium-largeboring

Een pockettrompet is een compacte versie van een trompet in bes met hetzelfde bereik in toonhoogte. Het verschil tussen een pockettrompet en een reguliere bestrompet is dat de buizen waaruit de trompet bestaat dichter bij het instrument en compacter zijn gebogen, waardoor het minder lang is. Omdat het ontwerp ervan niet gestandaardiseerd is en het ook zelden wordt gebruikt in orkesten, wordt het beschouwd als een hebbeding en niet zozeer als instrument om daadwerkelijk te gebruiken als hoofdinstrument. Het grote voordeel ervan is dat het gemakkelijk te vervoeren is en minder zwaar is bij het bespelen, waardoor het gebruikt kan worden voor jonge kinderen of op plaatsen waar een reguliere trompet niet handzaam genoeg is. Ondanks de reputatie als onserieus instrument, wordt het in een enkel geval gebruikt door verschillende bekende trompettisten, waaronder Don Cherry.

## Ontwerp en geschiedenis
Het idee voor de pockettrompet is ontstaan uit het idee een handzamer en/of compacter model voor een trompet te verkrijgen, zonder aan buislengte of toonbereik in te boeten. Omdat er zeer uiteenlopende modellen bestaan, kunnen de klankkleur en de bespeelbaarheid per model enorm verschillen. Echter is er een tweetal benaderingen te noemen voor wat betreft de ontwikkeling van het instrument. De eerste mogelijkheid is een ontwerp waarin de diameter van de buizen en de beker relatief kleiner zijn dan die van een reguliere trompet. De tweede mogelijkheid is die waarin deze afmetingen niet aangepast zijn.  